# 1 Pancerna Brygadowa Grupa Bojowa „Iron Horse”
1 Pancerna Brygadowa Grupa Bojowa „Iron Horse” (ang. 1st Armored Brigade Combat Team, 1st Cavalry Division „Iron Horse”) – oddział armii Stanów Zjednoczonych stacjonujący w Fort Hood w Teksasie.

## Obecny skład
- 2-5 CAV – 2 batalion 5 pułku kawalerii „Lancers”
- 2-8 CAV – 2 batalion 8 pułku kawalerii „Stallions”
- 2-12 CAV – 2 batalion 12 pułku kawalerii „Thunder Horse”
- 1-7 CAV – 1 szwadron 7 pułku kawalerii „Garry Owen”
- 1-82 FA – 1 batalion 82 pułku artylerii polowej „Dragons”
- 91 BEB – 91 batalion inżynieryjny „Saber”
- 115 BSB – 115 Batalion Wsparcia Brygady „Muleskinners”[1][2]

## Historia
Brygada sformowana została 29 sierpnia 1917 w Armii jako dowództwo 1 Brygady Kawalerii. W lutym następnego roku Brygada stacjonowała w Fort Sam Houston w Teksasie. Początkowo Brygada wyznaczona została do patrolowania granicy meksykańskiej. Kawaleria była jedyną siłą zdolną do pokonania trudnego, pustynnego terenu w celu zatrzymania przemytników, którzy działali wzdłuż opuszczonej granicy z Meksykiem. 14 lipca 1919 w Brownsville w Teksasie jednostka została zdemobilizowana.
Podczas II wojny światowej Brygada wraz z całą 1 Dywizją została spieszona i przetransportowana w rejon południowo-zachodniego Pacyfiku jako jednostka piechoty, gdzie brała udział w walkach w archipelagu Wysp Admiralicji w 1944 roku.
20 maja 1949 roku w Zachodnich Niemczech przekształcona została w dowództwo 1 Brygady Żandarmerii podczas alianckiej okupacji Niemiec w amerykańskiej strefie okupacyjnej. 24 listopada 1950 Brygada została zwolniona z tych obowiązków, 15 sierpnia 1951 dezaktywowana w Niemczech i rozwiązana 5 grudnia 1951.
15 lipca 1963 Brygada została ponownie odtworzona, przekształcona i przeprojektowana w HHC (dowództwo i kompania dowodzenia) 1 Brygady 1 Dywizji Kawalerii w Korei.
w lipcu 1965 1 Brygada została przeniesiona do Fort Benning w stanie Georgia, a stamtąd wraz z 1 Dywizją Kawalerii tego samego roku rozmieszczona w Wietnamie. Brygada była zaangażowana w wiele dużych operacji, w tym w bitwę Ia Drang, kampanię Pleiku i operację kambodżańską. Po opuszczeniu Wietnamu Brygada została wysłana do Fort Hood w lipcu 1971.
W czerwcu 1972 Brygada oficjalnie otrzymała nazwę wyróżniającą „IRONHORSE”.
W październiku 1990 Brygada wzięła udział w operacjach Desert Shield i Pustynna Burza, przez 6 miesięcy przeprowadzając działania wojenne z siłami sprzymierzonymi w kampanii w Zatoce Perskiej.
Brygada została przeniesiona ponownie do Fort Hood w kwietniu 1991. Od tego czasu elementy brygady rozmieszczano w Zatoce Guantánamo podczas Operacji Sentinel, w Kuwejcie w ramach Operacji Intrinsic Action oraz w Republice Korei podczas ćwiczeń Foal Eagle.
Od sierpnia 1998 do marca 1999 Brygada przebywała w Europie w ramach sił stabilizacyjnych (SFOR), w celu wyegzekwowania i utrzymania pokoju w Bośni i Hercegowinie w ramach operacji Joint Forge.
Po intensywnym szkoleniu w Narodowym Centrum Szkolenia w Fort Irwin w Kalifornii, żołnierze Ironhorse wysłani zostali do wsparcia operacji Iraqi freedom II w marcu 2004.
W marcu 2005 Brygada powróciła do Fort Hood, gdzie rozpoczęła się transformacja w nową strukturę sił armii amerykańskiej i reorganizacja w modułowy Brygadowy Zespół Bojowy.
W lutym 2009 Brygada Ironhorse ponownie, wraz z 1 Dywizją Kawalerii wysłana została do przejęcia misji w północno-wschodnim Bagdadzie.
W 2011 1 BCT ponownie rozmieszczono w Iraku, w celu wsparcia operacji New Dawn.
We wrześniu 2014 BCT rozmieszczona została w Europie w celu wsparcia operacji Combined Resolve oraz operację Atlantic Resolve przeprowadzaną w Niemczech, Polsce i krajach bałtyckich.
28 stycznia 2016 cała 1 Brygada, wraz z podległymi oddziałami rozpoczęła 9-miesięczną misję w Korei, zmieniając 2 ABCT. W październiku tego samego roku powróciła do Fort Hood.
Od października 2019 Brygada ponownie przebywa w Europie w ramach operacji Atlantic Resolve.

### Kampanie
- Rewolucja meksykańska
- II wojna światowa
  - Nowa Gwinea
  - Archipelag Bismarcka
  - Leyte
  - Luzon
- Wojna koreańska
- Wojna wietnamska
  - Obrona;
  - Kontrofensywa;
  - Kontrofensywa, faza II;
  - Kontrofensywa, faza III;
  - Kontrofensywa Tết;
  - Kontrofensywa, faza IV;
  - Kontrofensywa, faza V;
  - Kontrofensywa, faza VI;
  - Tết 69/Counteroffensive;
  - Lato-jesień 1969;
  - Zima-wiosna 1970;
  - Sanctuary Counteroffensive;
  - Kontrofensywa, faza VII
- Operacja Desert Shield
- Wojna w Bośni i Hercegowinie
- Operacja Enduring Freedom
- II wojna w Zatoce Perskiej
- Huragan Katrina
- Irak 2006
- Wojna w Afganistanie

### wyróżnienia
- Presidential Unit Citation (Army)
  - haftowana wstęga LUZON
  - haftowana wstęga PLEIKU PROVINCE
- Valorous Unit Award
  - haftowana wstęga FISH HOOK
- Philippine Presidential Unit Citation
  - haftowana wstęga 17 OCTOBER 1944 TO 4 JULY 1945
- wietnamski Krzyż Waleczności z palmą
  - haftowana wstęga VIETNAM 1965–1969
  - haftowana wstęga VIETNAM 1969–1970
  - haftowana wstęga VIETNAM 1970–1971
- wietnamski Civil Actions Medal I klasy
  - haftowana wstęga VIETNAM 1969–1970